# Ngwi
Le ngwi, aussi appelé ngul ou ngoli (engwíí  en ngul), est une langue bantoue parlée par les Ngul dans la province du Kwilu en République démocratique du Congo.

## Répartition géographique
Le ngwi est parlé sur la rive gauche du Kasaï dans le territoire d’Idiofa dans la province du Kwilu. Les Ngul de l’Ouest occupent la basse Kamtsha à Lewuma près d’Eolo et la Letoa à Mabenga ; les Ngul de l’Est occupent la basse Punkulu ou Pio-Pio près de Mangai.

## Dialectes
L’Atlas linguistique d’Afrique centrale dénombre les variantes et dialectes suivants du ngwi (engwíí) :
- engwíí édzo ;
- engwíí é ngye.

## Classification
Le ngwi est classé parmi le groupe de langue tiene-yanzi, B80 dans la classification de Guthrie des langues bantoues.